# Boxe aux Jeux panaméricains de 2003
Navigation
Édition précédente Édition suivante
Les compétitions de boxe anglaise des Jeux panaméricains 2003 se sont déroulées du 8 au 15 août à Saint-Domingue, République dominicaine. Le vainqueur et le finaliste dans chaque catégorie de poids obtenaient leur qualification pour les Jeux olympiques d'été de 2004 à Athènes.

## Résultats

### Podiums
| Catégories                  | Or                   | Argent               | Bronze                                    |
| Poids mi-mouches (-48 kg)   | Yan Bartelemí        | Carlos Tamara        | José Jefferson Perez Raúl Castañeda       |
| Poids mouches (-51 kg)      | Yuriorkis Gamboa     | Juan Carlos Payano   | Raúl Hirales James Pereira                |
| Poids coqs (-54 kg)         | Guillermo Rigondeaux | Abner Mares          | Andrew Kooner Yonnhy Pérez                |
| Poids plumes (-57 kg)       | Likar Ramos Concha   | Aaron Garcia         | Jhonathan Batista Yosvani Aguilera        |
| Poids légers (-60 kg)       | Mario Kindelán       | Alexander de Jesus   | Manuel Felix Diaz Francisco Javier Vargas |
| Poids super-légers (-64 kg) | Patrick López        | Isidro Mosquera      | Juan de Dios Navarro Marcos Costa         |
| Poids welters (-69 kg)      | Lorenzo Aragon       | Juan McPherson       | Euris González Alfredo Angulo             |
| Poids moyens (-75 kg)       | Juan José Ubaldo     | Yordanis Despaigne   | Jean Pascal Alexander Brand               |
| Poids mi-lourds (-81 kg)    | Ramiro Reducindo     | Yoan Pablo Hernández | Edgar Muñoz Argenis Nunez                 |
| Poids lourds (-91 kg)       | Odlanier Solis       | Kertson Manswell     | Jason Douglas Devin Vargas                |
| Poids super-lourds (+91 kg) | Jason Estrada        | Michel López Núñez   | Sébastian Ceballo Victor Bisbal           |

### Tableau des médailles
| Place | Pays                   | Médaille d'or, Amérique | Médaille d'argent, Amérique | Médaille de bronze, Amérique | Total |
| ----- | ---------------------- | ----------------------- | --------------------------- | ---------------------------- | ----- |
| 1     | Cuba                   | 6                       | 3                           | 1                            | 10    |
| 2     | République dominicaine | 1                       | 2                           | 4                            | 7     |
| 3     | États-Unis             | 1                       | 2                           | 1                            | 4     |
| 4     | Mexique                | 1                       | 1                           | 5                            | 7     |
| 5     | Colombie               | 1                       | 1                           | 2                            | 4     |
| 6     | Venezuela              | 1                       | 0                           | 2                            | 3     |
| 7     | Porto Rico             | 0                       | 1                           | 1                            | 2     |
| 8     | Trinité-et-Tobago      | 0                       | 1                           | 0                            | 1     |
| 9     | Canada                 | 0                       | 0                           | 3                            | 3     |
| 10    | Brésil                 | 0                       | 0                           | 2                            | 2     |
| 11    | Argentine              | 0                       | 0                           | 1                            | 1     |
| Total | 11 pays médaillés      | 11                      | 11                          | 22                           | 44    |